# Sieggraben
Sieggraben (ungerska: Szikra) är en ort och kommun i Österrike. Den ligger i distriktet Mattersburg i förbundslandet Burgenland, i den östra delen av landet, 60 km söder om huvudstaden Wien.